# 러징이
러징이(乐靖宜, 1975년 3월 19일 ~ )는 중화인민공화국의 수영 선수이며, 1996년 애틀랜타 올림픽 여자 100m 자유형 금메달리스트였다.
상하이 출신으로 1992년 바르셀로나 올림픽에 17세의 나이로 참가하여 400m 자유형 계주 은메달(3분 40.12초)을 땄으며, 100m 자유형에서 55.89초로 6위를 하였다. 이듬해 100m 자유형에서 국내 챔피언이 되는 데 자신의 동료 선수이자 올림픽 챔피언 좡융을 꺾었다. 12월 팔마데마요르카에서 열린 세계 쇼트코스 선수권 대회에서 처음이자 마지막으로 세계 기록들로 4개의 금메달을 획득하였다 - 50m 자유형(24.23초), 100m 자유형(53.01초), 400m 자유형 계주(3분 57.73초), 400m 혼계영(3분 57.73초).
1994년 로마에서 열린 세계 수상 선수권 대회에서 세계 기록 54.01초와 함께 100m 자유형 타이틀을 우승하였다. 또한 50m 자유형에서 24.51초의 세계 기록을 세웠고, 2개의 계영 종목들에서 세계 기록을 세운 최종 주자가 되었다. 1995년 히우데자네이루에서 열린 쇼트코스 선수권에서 3개의 금메달을 획득하였다.
애틀랜타 올림픽에서 54.50초로 100m 자유형을 우승하고 400m 자유형 계주(3분 40.48초)와 50m 자유형(24.90초)에서 은메달을 따내기도 하였다.
러징이는 1997년에도 지속적으로 출전하였으며, 팬퍼시픽 선수권 대회에서 40m 자유형 우승(25.24초)와 100m/200m 자유형에서 각각 54.86초와 2분 00.54초로 2위를 하였다. 그해에 열린 국내 경기에서 100m 자유형을 54.10초로 우승하였어도 50m 자유형에서는 산잉에게 24.71초 대 24.88초로 패하였다.
그녀는 1998년 퍼스에서 열린 세계 수상 선수권 대회에 나갔으나 계영 종목에만 활약하였다. 400m 자유형 계쭈 결승전에서 57.59초로 헤엄치면서 중화인민공화국 팀은 8위로 왔다.
2000년 자신의 3번째 올림픽 출전을 위한 시도를 하였으나 팀에 들어가는 데 떨어지고 말았다.
러징이는 올림픽과 세계 챔피언을 지내는 동안에 아시안 게임에서 단 하나의 메달을 딴 적이 없다. 1994년 히로시마에서 열린 아시안 게임에서 50m 자유형과 400m 자유형 계주에 들어갔다. 50m 자유형의 예선들에서 아시안 게임 기록 25.26초를 세웠으나 결승전에서 잘못된 시작으로 실격당하였다. 400m 자유형 계주에서 중화인민공화국 팀이 우승하였으나 루빈이 도핑 테스트에 떨어진 이유로 금메달을 박탈당하였다.
그녀는 1990년대 중반에 중국 수영의 국력이 떠오르는 데 국면이었다. 자신의 근육 단련에 그녀는 1990년대 동안에 도핑 위반을 한 많은 중국 수영 선수들 중에 하나였다. 몇몇의 선수들이 도핑에 유죄 선고를 받았어도 그녀는 아무 불법 존재를 위한 실증이 되지 않았다.

## 같이 보기
- 수영 자유형 50m 세계 기록 추이